# William Stewart
William George Alexander Jock Stewart (15 de setembro de 1883 — 9 de agosto de 1950) foi um ciclista britânico.
Competiu em três eventos nos Jogos Olímpicos de 1920, em Antuérpia, onde conquistou uma medalha de prata na perseguição por equipes. Também competiu em dois eventos nos Jogos Olímpicos de 1924, em Paris.